# HEART of DIAMONDS
『HEART of DIAMONDS』（ハートオブダイヤモンズ）は、中村あゆみ初のベスト・アルバム。1987年11月21日発売。発売元はマイカルハミングバード。

## 解説
1984年から1987年までの高橋研プロデュース期間楽曲を集めたベスト・アルバム。全曲リミックス、ボーカルの録り直しがされている。

## 収録曲
作詞・作曲・編曲 高橋研（特記以外）
1. Midnight Kids（3:24）
  - 作詞 中村あゆみ・高橋研
  - 1stシングル。TBS系ドラマ『やさしい闘魚たち』主題歌 
    - from Album 「MIDNIGHT KIDS」
2. Million Nights（4:17）
  - 作詞 三浦徳子 作曲 鈴木キサブロー 編曲 椎名和夫
    - from Album 「MIDNIGHT KIDS」
3. 悲しみのセンセイション（4:41）
  - 作曲 鈴木雄大 編曲 椎名和夫
    - from Album 「MIDNIGHT KIDS」
4. 翼の折れたエンジェル（4:30）
  - 3rdシングル。日清食品カップヌードルCMソング
    - from Album 「Be True」
5. やせっぽっちのジョニーE.（4:56）
  - from Album 「Be True」
6. 真夜中にラナウェイ（4:37）
  - ストリングスアレンジ 若草恵
  - 5thシングル。
    - from Album 「FAIR CHILD」
7. 彼女はMama（4:29）
  - 作詞 中村あゆみ
    - from Album 「FAIR CHILD」
8. ベイエリアの少年（4:50）
  - ストリングスアレンジ 若草恵
  - 本人出演の日立「Lo-D」CMソング。
    - from Album 「FAIR CHILD」
9. ちょっとやそっとじゃCAN'T GET LOVE（4:02）
  - 6thシングル。カネボウ'86夏キャンペーンCMソング
10. ONE HEART（4:37）
  - 7thシングル。TBS『日立 世界・ふしぎ発見!』テーマソング
11. Tokyo City Serenade（5:25）
  - 作曲 松藤英男
    - from Album 「Smalltown Girl」
12. Rolling Age（4:29）
  - 8thシングル
    - from Album 「Smalltown Girl」